# A fiúk (televíziós sorozat)
A Fiúk (eredeti cím: The Boys) egy amerikai szuperhősös streaming televíziós sorozat, amelyet Eric Kripke készített a Prime Video számára. Garth Ennis és Darick Robertson azonos című képregénye alapján az éberek névadó csapatát követi, miközben küzdenek nagy hatalommal rendelkező személyekkel (szuperhősökkel), akik visszaélnek képességeikkel.
A sorozat premierje 2019. július 26-án volt. A premier előtt az Amazon berendelte a második évadot, amelynek bemutatója 2020. szeptember 4-én volt. Később berendelték a harmadik évadot is, és egy spin-off sorozat is készült a Fiúk ördögi oldala címmel.

## Történet
A Fiúk egy olyan világegyetemben játszódik, ahol a nagyhatalmú egyéneket hősként ismeri el a nagyközönség, és az erőteljes Vought International vállalatnál dolgoznak, amely őket foglalkoztatja. Hősi személyiségükön kívül a legtöbb arrogáns és korrupt. A sorozat elsősorban két csoportra összpontosít: a Hetekre, a Vought első számú szuperhős csapatára, és a névadó Fiúkra, akik éberen figyelik Vought és korrupt szuperhőseinek lebontását.
A Fiúkat Billy Butcher vezeti, aki megvet minden nagyhatalmú embert (akit "szupiknak" hív), a Heteket pedig a nárcisztikus és erőszakos Hazafi vezeti. A sorozat elején a Fiúkhoz Hughie Campbell csatlakozik, miután a Hetek egyik tagja véletlenül megölte barátnőjét, míg a Hetekhez Annie January, egy fiatal és reményt keltő hősnő kénytelen szembesülni az igazságról azokban, akiket csodál. A Hetek további tagjai közé tartozik a kiábrándult Maeve királynő, a drogfüggő Expressz (A-Train), a bizonytalan Mélység, a titokzatos Black Noir és a fehér szupremácista Viharfront. A Hetek felügyeletét Madelyn Stillwell, a Vought ügyvezetője látja el, akit később Ashley Barrett publicista követ.
Az első évad a Fiúk és a Hetek közötti kezdeti konfliktust ábrázolja, amelyet Butcher motivál, és úgy gondolja, hogy Hazafi okozta felesége Becca eltűnését. Míg Hazafi és Stillwell összeesküvésben részesül a szuperhősök kormányzati támogatásában, a Srácok megpróbálják megállítani őket Vought titkainak feltárásával. Kezdetben nem tudva egymás hovatartozásáról, Hughie és Annie elrontják a konfliktust, amikor romantikus kapcsolatba lépnek, annak ellenére, hogy Butcher bizalmatlan iránta.
A második évadban a fiúk további erőfeszítéseket tesznek Vought legyőzésére, annak ellenére, hogy a kormány akarja őket. A konfliktus új fejleménye akkor merül fel, amikor Butcher megtudja, hogy Vought foglyul ejti Beccát egy nagyhatalmú fiúval, akinek Hazafi az apja. Miközben Butcher megpróbálja megmenteni feleségét, Viharfront népszerűsíti fehér szupermacista üzenetét az egész Hetekben, arra törekedve, hogy Hazafi vezesse a nagyhatalmakat a világuralom felé.

## Szereplők

### Főszereplők
| Színész                                           | Szerep                                  | Magyar hang                                         | Megjegyzés |
| ------------------------------------------------- | --------------------------------------- | --------------------------------------------------- | --- |
| Karl Urban                                        | Billy Butcher                           | Debreczeny Csaba                                    | A Fiúk vezetője és a Különleges Légiszolgálat volt katonája, aki bizalmatlan minden szuperhatalmú egyénnel szemben. Különösen gyűlöli Hazafit, aki szerinte felelős felesége eltűnéséért. |
| Jack Quaid                                        | Hughie Campbell                         | Szatory Dávid                                       | A Fiúk tagja, aki az után csatlakozik a csoporthoz, miután barátnőjét, Robint megöli X-pressz. |
| Antony Starr                                      | John Gillman / Hazafi                   | Makranczi Zalán                                     | A Hetek vezetője. Nemes hősként alkotott nyilvános képe alatt nárcisztikus, szadista, és keveset törődik azok védelmével, akiket védettnek vall. |
| Erin Moriarty                                     | Annie January / Csillagfény             | Sztarenki Dóra                                      | Fénykibocsátó szuperhős és a Hetek tagja. A kevés nagyhatalommal rendelkező személy egyike őszintén segíti a nyilvánosságot, és megkérdőjelezi hűségét a Hetekkel szemben, miután megtudta valódi jellemüket. |
| Dominique Mc Elligott                             | Margaret Shaw / Maeve Királynő          | Szilágyi Csenge                                     | A Hetek veterán tagja, fokozott fizikai erővel és kitartással. Bár egykor ártatlan életeket akart védeni, kiábrándult és kiégéstől szenved. |
| Jesse T. Usher                                    | Reggie Franklin / X-pressz              | Szabó Máté                                          | A Hetek leggyorsabb tagja. Eltökélt szándéka, hogy megőrzi a "leggyorsabb szuperhős" státuszát, aminek következtében ráfügg a V-vegyületre. |
| Laz Alonso                                        | Marvin T. Milk / Anyatej                | Welker Gábor                                        | A Fiúk tagja, aki felelős a működésük megszervezéséért és tervezéséért. Egykori tengerészgyalogos, őt az motiválja, hogy apja halálra dolgozta magát, miközben megpróbálta lebuktatni Vought-ot. |
| Chace Crawford                                    | Kevin Moskowitz / Mélység               | Fehér Tibor                                         | A Hetek tagja, aki képes kommunikálni a vízi élőlényekkel és lélegezni a víz alatt. A Hetek többi tagja lenézi őt. (Patton Oswalt adja kopoltyúi hangját egy jelenetben.) |
| Tomer Capon                                       | Serge / Franci                          | Nagypál Gábor                                       | A Fiúk tagja, nemzetközi fegyverkereskedő, aki jártas munícióban, lőszerben, beszivárgásban és kommunikációban. Miután bűncselekményei megvédésére kényszerítették a csatlakozást, a Vought elleni harc során megváltást kér korábbi bűncselekményeiért. |
| Karen Fukuhara                                    | Kimiko Miyashiro / A Lány               | Nem beszél                                          | Fokozott erővel és regeneratív gyógyítással rendelkezik, nem beszél. Egy kísérlet keretein belül beadták neki a V-vegyületet. (Szuperhatalmú terroristák létrehozásának programja részeként) Csatlakozik a Fiúkhoz, miután megmentik. |
| Nathan Mitchell                                   | Earving / Fekete Noir Fekete Noir II.   | Orosz Gergő (3. évad) Vatamány Atanáz (4. évad)     | A Hetek tagja, aki emberfeletti erővel és mozgékonysággal rendelkezik, és fizikai megjelenését sötét ruha mögött rejti. Fekete Noir II. azután csatlakozott a Hetekhez, miután a Vought felkérte, hogy helyettesítse elődjét, akivel Hazafi végzett. |
| Elisabeth Shue                                    | Madelyn Stillwell                       | Spilák Klára                                        | A Vought International hősmenedzsmentjének karizmatikus, okoskodó alelnöke, aki bizarr kapcsolatban áll Hazafival. |
| Colby Minifie                                     | Ashley Barrett                          | Sodró Eliza                                         | A Vought International publicistája, aki később Stillwell utódja lesz. |
| Aya Cash                                          | Klara Risinger / Szabadság / Viharfront | Nemes Takách Kata                                   | Az első sikeres V. vegyület alany és a Hetek tagja, plazma alapú képességekkel. A náci Németországban őshonos, nagyképű nézeteket vall a kisebbségek és a szuperhatalom nélküli egyének iránt. Cash (aki zsidó) megjegyezte egy interjúban, hogy "őszintén szólva a nemek cseréje kisebb aggodalomra ad okot, mint az a tény, hogy fehér szupremácistát, rasszista nagyembert játszok", megjegyezve, hogy valóban gyűlölet-levelet kapott a Náci karakter. |
| Claudia Doumit                                    | Victoria Neuman / Nadia                 | Nagy Blanka                                         | Kongresszusi nő, aki nyilvánosan ellenzi Vought-ot, miközben titokban vérmanipuláló merénylőként működik. Stan Edgar nevelt lánya. |
| Jensen Ackles                                     | Ben / Katonasrác                        | Galambos Péter                                      | Amerika első szuperhőse aki sugárzást bocsát ki, ezzel megszakíthatja a Szupik képességeit. Hazafi apja. |
| Parker Corno (1. évad) Cameron Crovetti (2. évad) | Ryan Butcher                            | Maszlag Bálint (1-3. évad) Rostás Ábel (4. évadtól) | Becca és Hazafi fia. Olyan Szupi, aki természetes úton született. Örökölte apja képességeit, de termeszetét nem. |
| Susan Heyward                                     | Jessica Bradley / Bölcs Nővér           | Bíró Kriszta                                        | Detroitból származó Szupi. A világ legokosabb embere. Hazafi kérésére csatlakozik a Hetekhez, egyben ő lesz Hazafi tanácsadója is. |
| Valorie Curry                                     | Misty Tucker Gray / Szikrázó / Petárda  | László Lili                                         | Szupi és internetes influenszer. Bölcs Nővér tanácsára választják be a Hetekbe. Rajong Hazafiért és gyűlöli Csillagfényt. |
| Jeffrey Dean Morgan                               | Joe Kessler                             | Csankó Zoltán                                       | Billy Butcher régi barátja és bajtársa. Miután Butcher beadta magának a V vegyületet vízióként jelenik meg neki. |

### Mellékszereplők
| Színész                 | Szerep                | Magyar hang                                         | Megjegyzés |
| ----------------------- | --------------------- | --------------------------------------------------- | --- |
| Simon Pegg              | idősebb Hugh Campbell | Epres Attila                                        | Hughie apja. Mélyen törődik fiával, de nem hiszi, hogy Hughie bízik abban, hogy kiálljon önmagáért, miután anyja elhagyta a párost. (Megjegyzés: Pegg volt a vizuális inspiráció Wee Hughie számára abban a képregénysorozatban, amelyből a sorozat készült.) |
| Ann Cusack              | Donna January         | Ősi Ildikó                                          | Csillagfény édesanyja. Gyerekkorától kezdve szuperhőssé változtatta Annie-t. |
| Jennifer Esposito       | Susan Raynor          | Hámori Eszter                                       | A CIA igazgatóhelyettese. |
| Shaun Benson            | Ezékiel               | Pál Tamás                                           | Homofób keresztény Szupi, rugalmas erőkkel, aki titokban maga is meleg. |
| Christian Keyes         | Nathan Franklin       | Hám Bertalan                                        | X-pressz idősebb testvére és edzője. |
| Giancarlo Esposito      | Stan Edgar            | Kertész Péter                                       | A Vought International vezérigazgatója és Stillwell felsőbb vezetője. |
| Alex Hassell            | Schecht / Áttetsző    | Zámbori Soma                                        | A Hetek tagja, aki láthatatlanná válik, mikor bőrét gyémánt keménységű széndioxid-metaanyaggá változtatja, amely elgörbiti a fényt körülötte. |
| Jimmy Fallon            | Jimmy Fallon          | Novkov Máté                                         | |
| Jess Salgueiro          | Robin Ward            | Dobó Enikő                                          | Hughie barátnője, akit X-pressz megölt. Hughie rendszeresen látja hallucinációként. |
| Brittany Allen          | Charlotte / Karom     | Laurinyecz Réka                                     | X-presszel titkos kapcsolatban álló színésznő és Szupi. |
| Jordana Lajoie          | Cherie                | Tóth Zsófia                                         | Franci korábbi bűntársa és szeretője, fegyverszakember. |
| Shantel VanSanten       | Becca Butcher         | Németh Borbála                                      | Butcher felesége, akinek eltűnése motiválja a Fiúkat a Hetek elleni harcban. |
| Nicola Correia-Damude   | Elena                 | N/A                                                 | Maeve királynő barátnője. |
| Laila Robins            | Grace Mallory         | Kovács Nóra                                         | A CIA volt igazgatóhelyettese és a Fiúk informális alapítója. |
| Malcolm Barrett         | Seth Reed             | Dénes Viktor                                        | Közönségkapcsolati író. |
| Langston Kerman         | Sas, az íjász         | N/A                                                 | Íjászat témájú szuperhős, aki bemutatja Mélységet a Kollektíva Egyházának. |
| Jessica Hecht           | Carol Mannheim        | Kisfalvi Krisztina                                  | Sas, az íjász "tanára" és terapeutája, aki Mélységet is a Kollektíva Egyházához vezeti. |
| Goran Višnjić           | Alastair Adana        | László Zsolt                                        | A Kollektíva Egyházának vezetője. |
| Katy Breiner            | Cassandra Schwartz    | N/A                                                 | A Kollektíva Egyházának tagja, később Mélység felesége lesz. |
| Matthew Edison          | Cameron Coleman       | Tárnok Csaba                                        | A Vought News Network hírolvasója és a The Cameron Coleman Hour házigazdája. |
| Laurie Holden           | Bíbor Grófnő          | Bertalan Ágnes                                      | Szupi, a Payback csapat egykori tagja, Katonasrác volt barátnője. |
| Miles Gaston Villanueva | Alex / Hangsebesség   | Papp Dániel                                         | Szupi, a Hetek tagja, Csillagfény volt szerelme és gyerekkori barátja. |
| Katia Winter            | Kicsi Nina            | Zakariás Éva                                        | Orosz Maffiafőnök, Franci korábbi munkaadója. |
| Nick Wechsler           | Kék Sólyom            | Hamvas Dániel                                       | Szuperhős, aki miatt tolószékbe kerül X-pressz bátyja. |
| Jim Beaver              | Robert Singer         | Törköly Levente (1–3. évad) Bregyán Péter (4. évad) | Az Egyesült Államok korábbi védelmi minisztere és az Egyesült Államok korábbi megválasztott elnöke. |

## Epizódlista
| Évad | Évad | Epizódok | Eredeti sugárzás    | Eredeti sugárzás | Eredeti sugárzás | Magyar sugárzás   | Magyar sugárzás   | Magyar sugárzás |
| Évad | Évad | Epizódok | Évadpremier         | Évadfinálé       | Eredeti adó      | Évadpremier       | Évadfinálé        | Magyar adó      |
| ---- | ---- | -------- | ------------------- | ---------------- | ---------------- | ----------------- | ----------------- | --------------- |
|      | 1.   | 8        | 2019. július 26.    | 2019. július 26. |                  | 2021. április 9.  | 2021. április 16. |                 |
|      | 2.   | 8        | 2020. szeptember 4. | 2020. október 9. | 2021. április 9. | 2021. április 17. |                   |                 |
|      | 3.   | 8        | 2022. június 3.     | 2022. július 8.  | 2022. június 3.  | 2022. július 8.   |                   |                 |
|      | 4.   | 8        | 2024. június 13.    | 2024. július 18. | 2024. június 13. | 2024. július 18.  |                   |                 |

## Fordítás
- Ez a szócikk részben vagy egészben  a   The Boys (2019 TV series) című angol Wikipédia-szócikk ezen változatának fordításán alapul.  Az eredeti cikk szerkesztőit annak laptörténete sorolja fel. Ez a jelzés csupán a megfogalmazás eredetét és a szerzői jogokat jelzi, nem szolgál a cikkben szereplő információk forrásmegjelöléseként.